# Maschinenfabrik
Als Maschinenfabrik bezeichnen sich zahlreiche Unternehmen des Maschinenbaus. Viele führen bzw. führten diese Bezeichnung auch im Namen – etwa die großen Unternehmen MAN (Maschinenfabrik Augsburg-Nürnberg), die Zürcher Maschinenfabrik Oerlikon oder die Anlagenbauer Andritz.

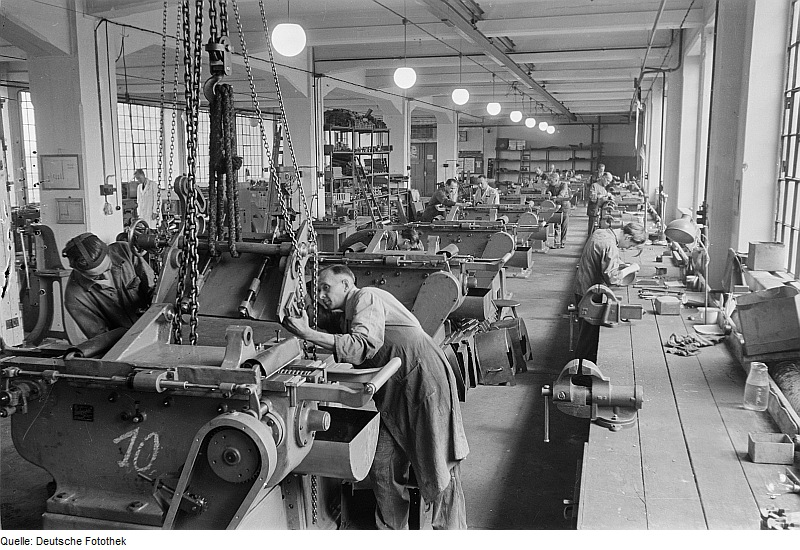
Montagehalle einer polnischen Maschinenfabrik um 1950, Jankowice Małe (Klein Jenkwitz)

## Überblick
Das Mutterland der Maschinenindustrie ist England, wo James Watt 1777 die Dampfmaschine verbesserte und diese bald im Bergbau und als Kraftquelle z. B. in Spinnereien eingesetzt wurde. Von der dort früh beginnenden industriellen Revolution bis etwa 1900 hatte England auf dem Gebiet eine absolute Vorrangstellung. Ab etwa 1850 entwickelte sich die Maschinenproduktion auch im kontinentalen Europa, u. a. im Nordwesten und Süden Deutschlands, in Böhmen und in der Schweiz.
Die häufigste Bauart der Fabriken war die Form langer, hoher Hallen (siehe Bild), in denen die zu montierenden Einheiten nebeneinander platziert waren. An der Decke befanden sich Seilzüge oder flexible Kräne, am Rand Arbeitsplätze für Feinbearbeitung und Entwürfe, am Boden für Erzeugnisse der Schwerindustrie auch Schienen.
Erst später wurde auf arbeitsteilige Organisation übergegangen und die Fabriken in spezielle Montagehallen oder -Einheiten unterteilt. Fließbandarbeit im großen Stil wurde um 1900 in den USA eingeführt, Henry Ford verfeinerte sie 1913 für die Automobilproduktion. Steuerung durch Lochkartenmaschinen gibt es seit etwa 1900 (in der Weberei schon viel früher), seit etwa 1960 setzt sich zunehmend die flexiblere, computergesteuerte Planung und Produktion (CAx, CIM, SSP) durch.

## Aktuelle Zahlen
In Deutschland hat der Maschinenbau heute über 6.500 Produktionsbetriebe mit rund 900.000 Mitarbeitern, wozu nochmals 300.000 im Ausland kommen. Etwa 60 % der Produktion geht in den Export. An Umsatz werden etwa 130 Mrd. Euro erwirtschaftet, was pro Kopf beachtliche 150.000 € ausmacht. Die Großbetriebe machen aber nur einige Prozente aus, hingegen sind 95 % Klein- und Mittelbetriebe (KMB) mit unter 500 Arbeitnehmern.

 Die deutschen Vergleichszahlen von 1957 lauten: 5.200 Betriebe mit 820.000 Beschäftigten, Jahresumsatz 19 Mrd. DM, Exportquote 35 %, Einfuhr 1 Mrd. DM. 
In Österreich sind die Zahlenverhältnisse ähnlich, die Zahl der Unternehmen liegt bei etwa 500. In der Schweiz ist die Maschinenindustrie der wichtigste Exportzweig. Strukturell setzt sie sich auch hier zu über 90 % aus kleinen und mittelgroßen Betrieben zusammen, die wenigen Großunternehmen haben die Gesellschaftsform von Konzernen.

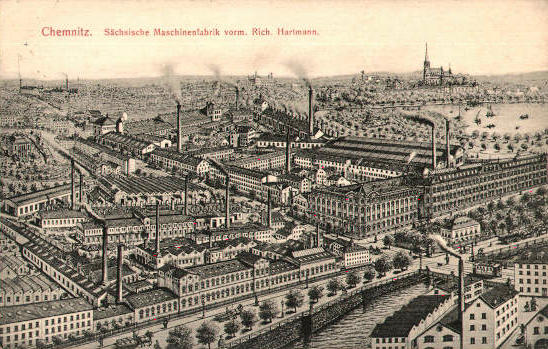
Sächsische Maschinenfabrik um 1905

Seit 2003 wuchs die Branche lt. Industriestatistik wieder, ist aber nun von der Wirtschaftskrise stark betroffen. Viele der kleineren Maschinenfabriken haben sich auf Marktnischen spezialisiert, wobei Investitionen in Computer-Integrated Manufacturing (CIM) ebenso zunehmen und Schnelle Fertigungs-Verfahren.

## 19. Jahrhundert – am Beispiel Chemnitz und Hannover
Der Maschinenbau ist einer der wichtigsten industriellen Produktionszweige in Deutschland. Beispielsweise war der von Johann von Zimmermann 1848 in Chemnitz gegründete Betrieb die erste Fabrik Festlandeuropas zum Bau von Werkzeugmaschinen. Damit wurde Chemnitz zur Wiege des deutschen Maschinenbaus und blieb bis 1945 der wichtigste derartige Standort. Hier entstanden noch weitere Global Players des Maschinenbaus, etwa die Maschinenfabrik Richard Hartmann, die Werkzeugmaschinenfabriken Union und Glauchau oder die Wanderer-Werke.
Zunächst war die Branche stark regional konzentriert, nahm aber durch den Eisenbahnbau auch in manchen strukturschwachen Gebieten einen merklichen Aufschwung. So waren die Produktionsbetriebe in Hannover überwiegend handwerklich (2-3000 Meister und ca. 5000 Gehilfen) und nur etwa 50 Fabriken, von denen etwa 10 auf Wagen- und Maschinenbau mit etwa 500 Beschäftigten entfielen. Doch 1843 bis 1862 wurden allein in der Stadt 13 Großbetriebe gegründet, darunter 3 Gießereien. Industriellen Auftrieb gab auch 1851 der lang geforderte Beitritt Hannovers zum Deutschen Zollverein.

## Entwicklung im 20. Jahrhundert
(erste Hälfte wäre noch zu ergänzen)

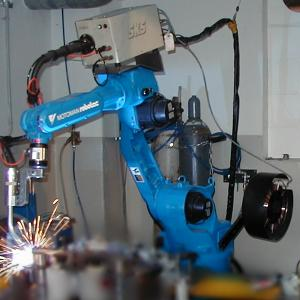
Moderner Gelenkarm-Roboter mit Schweißbrenner

Im Zweiten Weltkrieg waren die Maschinenfabriken stark in die Kriegswirtschaft eingebunden. Nach 1945 lagen sie vielfach darnieder und erst das deutsche und österreichische Wirtschaftswunder brachte merklichen Aufschwung.
Ab etwa 1965 begann man allmählich mit Computerunterstütztem Entwerfen (CAD) und Fertigen (CAM), was sich ab etwa 1980 zum Computer-Integrated Manufacturing (CIM) und zunehmendem Einsatz von Industrierobotern ausweitete. Dadurch stieg nicht nur die Produktivität, sondern auch die Flexibilität und die Möglichkeit zur sogenannten schnellen Fertigung. Gleichzeitig wuchs die Bedeutung und Anzahl der technischen Prüfanstalten wie die regionalen TÜV-Organisationen oder hochschulbasierte Versuchsanstalten wie die TVFA in Wien oder die MPA in Darmstadt.
Nach einigem Auf und Ab zeigte die Wirtschaftsstatistik zwischen 2003 und 2007 merkliche Zuwächse im Umsatz der Maschinenfabriken, doch wurde sie von der Wirtschaftskrise 2008 wieder um bis zu 30 % zurückgeworfen. Für 2010 erwartete der VDW wieder steigende Produktion. Dieses traf dann auch so ein.